# Saison 6 du Disney Club
Chronologie
Saison 5 Saison 7
Voici le détail de la sixième saison de l'émission Disney Club diffusée sur TF1 du 4 septembre 1994 au 27 août 1995. Du fait qu'il s'agisse de la seconde saison voyant un changement dans la composition de l'équipe d'animation, elle est classée dans la période de l'Âge de transition.

## Animateurs et Fiche technique

### Les Animateurs
Les noms en rouge sont ceux du Trio infernal, les trois animateurs d'origine, tandis que sont en bleu ceux de leurs successeurs.
- Julie
- Frédéric
- Grégory jusqu'au dimanche 4 juin 1995

## Reportages, rubriques et invités

### Les reportages
- Devant le Labyrinthe d'Alice, Julie raconte à Philippe et Grégory une histoire sur la Belle et la Bête, et une autre avec Dingo et Donald (émission du Disney Club Été du jeudi 1er septembre 1994)
- Julie raconte à Winnie l'Ourson un spectacle avec les ours Disney (émission du Disney Club Été du vendredi 2 septembre 1994)[1]
- Julie et Grégory jouant un sketch dans les décors du Temple du Péril (émission du Disney Club Été du mardi 6 septembre 1994)
- Julie et Grégory s'essaient à la peinture dans les jardins du Newport Bay Club (émission du dimanche 11 septembre 1994)
- Julie et Grégory s'essaient au camping au Davy Crockett Ranch (émission du dimanche 18 septembre 1994)
- Le making-off d'Aladdin (émission du mercredi 26 octobre 1994)[2]
- Julie visitant bateau pirate du Capitaine Crochet et l'attraction Pirates des Caraïbes (émission du dimanche 6 novembre 1994)
- Julie visite Star Tours (émission du dimanche 13 novembre 1994)
- Le tournage du film Le Roi lion (émission du dimanche 27 novembre 1994)[3]
- Julie chasse les signatures des personnages Disney avec son équipe de tournage (émission du Disney club Mercredi du 14 décembre 1994)
- La Chaleur à Carole et Artus de Penguern (émission du Disney Club Noël du lundi 2 janvier 1995)[4]
- Le fil de fer et Nicolas le jardinier (émission du Disney Club Noël du mardi 3 janvier 1995)[5]
- L'atelier de draperie de Parc Disneyland (émission du Disney Club Mercredi du 4 janvier 1995)
- Frédéric visite l'atelier d'entretien des chevaux de bois du Carrousel (émission du dimanche 8 janvier 1995)
- Julie visite les services du Parc offert par l'Accueil animaux, le City Hall et le Baby Care Center, ainsi qu'un dispositif audio pour les personnes non-voyantes (émission du dimanche 15 janvier 1995)
- Frédéric commente un reportage sur un rassemblement de voitures de collection pour une vente aux enchères au Disney Village (émission du mercredi 18 janvier 1995)
- David Ginola et Alain Roche, et Julie interview Marie-Hélène Gomis, ambassadrice d’Euro Disney en 1995 (émission du dimanche 29 janvier 1995)[6]
- Frédéric visite l'atelier de peinture du parc (émission du Disney Club Mercredi 1er février 1995)
- Frédéric visite l'atelier des accessoires du parc (émission du dimanche 5 février 1995)
- Un reportage sur les chapeaux (émission du mercredi 8 février 1995)[7]
- Frédéric visite le Wild West Show (émission du dimanche 12 février 1995)
- Frédéric visite les cuisines du Cowboy Cookout (émission du Disney Club Mercredi 15 février 1995)
- Julie visite l'atelier animation du Pars (émission du dimanche 19 février 1995)
- Monique Bene, femme Musher (émission du Disney Club Mercredi du 15 mars 1995)[8]
- Pierre Tchernia (émission du dimanche 23 avril 1995)[9]
- Un reportage sur Space Moutain (émission du mercredi 31 mai 1995)[10]
- Frédéric, à l'occasion de l'inauguration de Space Mountain, se fait présenter l'attraction par Viviane Paturel, responsable de son organisation (émission du dimanche 11 juin 1995)[11]
- Frédéric rencontre les joueurs de Tam-tam présents dans le parc en lien avec le film Le Roi lion (émission du Disney Club Mercredi 14 juin 1995)[12]
- Frédéric avec un musicien du groupe "Bende" découvre la musique du Zaïre (émission du Disney Club Mercredi 21 juin 1995)[13]
- Le fundoor (émission du Disney Club Eté du jeudi 29 juin 1995)[14]
- Les cascadeurs du cinéma américain (émission du dimanche 2 juillet 1995)[14]
- Frédéric profite des chevaux de bois restaurés par l'atelier de réparation du Parc (émission du Disney Club Été du jeudi 27 juillet 1995)[15]
- Frédéric fait visiter le Visionarium (émission du Disney Club Été du jeudi 17 aout 1995)[16]
- Julie et Frédéric visite Blizzard Beach où ils essaient les toboggans (émission du Disney Club Mercredi du 30 aout 1995)[17]

### Les rubriques
Le dimanche matin était proposé:
- la rubrique cuisine animé par Julie:
  - Le pain d'épice (émission du Disney Club Été du vendredi 2 septembre 1994)[1]
  - Les soufflés à la poire (émission du dimanche 18 septembre 1994)[19]
  - Les milk shake juniors (émission du dimanche 2 octobre 1994)[20]
  - Le citron-kiwi glacé (émission du dimanche 16 octobre 1994)[21]
  - Le cocktail du goûter (émission du dimanche 30 octobre 1994)[22]
  - La crème renversée aux fruits secs (émission du dimanche 13 novembre 1994)[23]
  - La salade des vendanges (émission du dimanche 27 novembre 1994)[3]
  - La crème anglaise (émission du dimanche 11 décembre 1994)[24]
  - Le noyer au chocolat (émission du dimanche 1er janvier 1995)[25]
- la rubrique bricolage:
  - Le hérisson de bureau (émission du dimanche 25 septembre 1994)[26]
  - Le bracelet indien (émission du dimanche 9 octobre 1994)[27]
  - Un pense-bête (émission du dimanche 23 octobre 1994)[28]
  - Un coffre-fort (émission du dimanche 6 novembre 1994)[29]
  - Les fingers-skate (émission du dimanche 20 novembre 1994)[30]
  - L'abat-jour étoilé (émission du dimanche 4 décembre 1994)[31]
  - Un cadeau de Noël avec le bracelet scratch (émission du dimanche 18 décembre 1994)[32]
  - Un cadeau de Noêl avec des boites à cd (émission du dimanche 25 décembre 1994)[33]
- la rubrique "Le Disney Club": cette rubrique permettait à un téléspectateur (en l'occurrence un enfant) de réaliser un projet ou un rêve
- la rubrique "Championnat interclasse": cette rubrique permettait aux enfants d'une classe de participer à des épreuves intellectuelles et sportives
- la rubrique "Un monde fou, fou": cette rubrique permet à des enfants des poser une question sur un sujet qui les interesse (cette rubrique reprend en partie le principe de la rubrique courrier du Disney Parade en 1990, où Anne répondait à des questions posés dans les lettres reçues par l'émission)
- la rubrique "Le splatogram multifonction": cette rubrique était une séquence qui donnait à chacun la possibilité de faire une surprise à un être cher, en arrivant devant chez lui avec un des animateurs de l'émission
- la rubrique "A vos passions": opération S'il te plaît, protège-moi une baleine (émission du dimanche 29 janvier 1995)[6]
- la rubrique "Vidéogame"[34]: cette rubrique permet de montrer les jeux vidéo testés par les animateurs et les astuces qui vont avec.

Le mercredi matin une seule rubrique était proposée le "Qui sait gagne": deux groupes de cinq enfants, présents sur le plateau, s'affrontaient à coups de questions et d'épreuves sportives. Voici une liste non exhaustive des rubriques abordées:
- Les animaux (émission du mercredi 26 octobre 1994)[2]
- Le sport (émission du mercredi 8 février 1995)[7]
- La mer (émission du mercredi 31 mai 1995)[10]

### Artistes du moment de variété
- Jérôme Pijon chante "Miniman" (émission du 12 mars 1995)

## Dessins Animés diffusés
le dimanche matin
- Super Baloo puis à partir du 12 février 1995, Aladdin
- Myster Mask
- La Bande à Dingo
- Bonkers

le mercredi matin
- La Bande à Picsou puis Tic et Tac, les rangers du risque
- La Petite Sirène puis à partir du 22 février 1995 Super Baloo

### Liste des épisodes de série d'animation

#### Programmation du dimanche matin
| Date              | Super Baloo                             | Myster Mask                                 | La Bande à Dingo                      | Bonkers                                 |
| ----------------- | --------------------------------------- | ------------------------------------------- | ------------------------------------- | --------------------------------------- |
| 4 septembre 1994  | Bouledogue Cassidy et le Kit            |                                             | Deux assosiés, une vache et une poule |                                         |
| 11 septembre 1994 | L'anchois des armes                     |                                             |                                       |                                         |
| 18 septembre 1994 | Dernier domicile coconut                |                                             | Miss Loufoqueville                    |                                         |
| 25 septembre 1994 | Le Bon, la Brute et le Nazo             |                                             | Halloween                             |                                         |
| 2 octobre 1994    | Pour qui sonne le glas : 1re partie     |                                             | Le travail, c'est la santé            |                                         |
| 9 octobre 1994    | Pour qui sonne le glas : 2e partie      |                                             | Un bébé à la maison                   |                                         |
| 16 octobre 1994   | Trois hommes et un grappin              |                                             | Dingo travaille à la Nazda            | La guerre des moutons                   |
| 23 octobre 1994   | Baloo la classe                         |                                             | Gamelle fait de la pub                | Promotion qu'a raté                     |
| 30 octobre 1994   | Va voir momie, papa travaille           |                                             | Dingo passe son diplôme               | Le dernier rétro                        |
| 6 novembre 1994   | Les oies mousquetaires                  |                                             | Dingo est un élu-maire                | Jamais sans ma chaise                   |
| 13 novembre 1994  | Mon beau lapin                          |                                             | Pat et la Malle magique               | La brigade des bombes funèbres          |
| 20 novembre 1994  | Le père Noël est une doublure           |                                             | L'Histoire en mille morceaux          | Officier gentletoon                     |
| 27 novembre 1994  | Elle court, elle court la fourrure      |                                             | Les Tailleurs de pierre               | Les 2 font l'hamster                    |
| 4 décembre 1994   | Un ourson nommé Lama                    |                                             | Peg, reine de la jungle               | J'aurais voulu être un actoon           |
| 11 décembre 1994  | Becky, j'ai rétréci la gosse            |                                             | Mon dinosaure                         | La couleur toon                         |
| 18 décembre 1994  | Baloo des sources                       | L'affaire qui rock un Mask                  | Insécurité maximum                    | Pour une bouchée de placard             |
| 25 décembre 1994  | Gastine et Reinette s'en vont en guerre | L'affaire Fiasco de Gamma                   | Drôle de cirque                       | J'irai cracher sur vos toons            |
| 1er janvier 1995  | La colle est finie                      | L'affaire de Poussin des bois               | Moto angels                           | Rencontre du 3e toon                    |
| 8 janvier 1995    | La guerre du froid n'aura pas lieu      | L'affaire à cheval                          | Le Premier Amour                      | Autant en emporte les toons             |
| 15 janvier 1995   | Les 24 heures du ciel                   | L'affaire Morfacula                         | Peg dans le beau monde                | Disloqueland                            |
| 22 janvier 1995   | Qui a peur du grand méchant fou         |                                             | Sherlock Goof                         | L'excès en toon est un défaut           |
| 29 janvier 1995   | La grande course autour du son          | L'affaire Gla Gla Von Frimas                | Le Grand Maxini                       | Le petit canard noir                    |
| 5 février 1995    | Le facteur grogne toujours deux fois    | L'affaire du poussin poisseux               | L'Ère préhistéric                     | Pour une poignée de farine              |
| Date              | Aladdin                                 | Myster Mask                                 | La Bande à Dingo                      | Bonkers                                 |
| 12 février 1995   |                                         | L'affaire des amulettes suédoises           | Les Sommets de la gloire              | Les visitoons : 1re partie              |
| 19 février 1995   |                                         | L'affaire du 3e œil des 5 mercenaires       | L'Ami imaginaire                      | Les visitoons : 2e partie               |
| 26 février 1995   |                                         | L'affaire de l'agent nettoyant              | La Sécheresse                         | Emile contre Fantomask                  |
| 5 mars 1995       |                                         | L'affaire des pommes de terre vampires      | Le Mini-golf                          | Toon graffiti                           |
| 12 mars 1995      |                                         | L'affaire à dormir debout                   | Cinéma de minuit sur la ville         | Razzia sur le cajou                     |
| 19 mars 1995      |                                         | L'affaire des aimants terribles             | Les Joies du camping                  | Une couverture pour deux                |
| 26 mars 1995      |                                         | L'affaire Naz 1er                           | Apprenti Journaliste                  | Un petit groin de paradis               |
| 2 avril 1995      |                                         | L'affaire à repasser                        | Trouver, c'est garder                 | Céréalement votre                       |
| 9 avril 1995      | Glagla à Agrabah                        | L'affaire super tâche                       | Inspecteur Dingo                      | Alerte à Zanzibar                       |
| 16 avril 1995     |                                         | L'affaire des fausses captures              | Une pizza indigeste                   | Poltertoon                              |
| 23 avril 1995     |                                         | L'affaire des cinq mercenaires : 1re partie | La Maison du lac                      | Drôle de drame                          |
| 30 avril 1995     |                                         | L'affaire des cinq mercenaires : 2e partie  | Loufoqueville                         | Bonkers, les cartoons                   |
| 7 mai 1995        |                                         | L'affaire du troublant trou noir            | Vive la solitude                      | Le toon qui n'avait pas de nom          |
| 14 mai 1995       |                                         | L'affaire du gang électroménager            | Un voisin amical                      | Alto au crime                           |
| 21 mai 1995       | L'Abominable hom' des neiges            | L'affaire Mystero Maskito                   | Le Papier peint                       | Comme au bon vieux toon                 |
| 28 mai 1995       |                                         | L'affaire Toros Bulba : 1re partie          | Tel père, tel fils                    | Le taupe 50                             |
| 4 juin 1995       |                                         | L'affaire Toros Bulba : 2e partie           | A maison, maison et demi              | Bonkers, les cartoons                   |
| 11 juin 1995      |                                         | L'affaire de l'idiomat                      | Une journée aérienne                  | Ne pariez pas sur les fouines           |
| 18 juin 1995      | Abu le libérateur                       | L'affaire Myster Mask                       | Une journée de pêche                  | Drôles de toons                         |
| 25 juin 1995      | Une manche et la belle                  | L'affaire de la choucroute volante          | La Patmobile                          | Pour le meilleur et pour le Shakespeare |
| 2 juillet 1995    |                                         | L'affaire mamie nette et mamie crade        | Le Bon, la Brute et le Dingo          | Folle journée chez les toons            |
| 9 juillet 1995    | La Toile de la peur                     | L'affaire de l'enfer                        | Le Général L'Épervier                 | Adieu Emile                             |
| 16 juillet 1995   | Après la pluie, le beau temps           | L'affaire des yoyos royaux                  | La musculation                        | Toons folies                            |
| 23 juillet 1995   | Quand Génie rencontre Eden              | L'affaire de la multiplication des pins     | L'Incroyable Bulk                     | Toons manège                            |
| 30 juillet 1995   | Un délice d'épice                       | L'affaire supertache II : le retour         | Il n'y a pas de fumée sans Dingo      | Total riz colle                         |
| 6 aout 1995       | Le Prophète                             | L'affaire Marguerite Duraille               | L'Abominable Homme des neiges         | Quand valse les cigognes                |
| 13 aout 1995      | Le Commandant costaud                   | L'affaire Irma Tiergrise                    | Opération recyclage                   | Bagdad Castor                           |
| 20 aout 1995      | Le Petit Roi boudeur                    | L'affaire de l'ami public n° 1              | Pat est au régime                     | Un poinçon nommé Wagon                  |
| 27 aout 1995      | Un coup fumant                          | L'affaire Myster Maola                      | Les Dingorruptibles                   | Une souris ça trompe décidément         |

#### Programmation du mercredi matin
| Date              | Tic et Tac, les rangers du risque | La Petite Sirène                     |
| ----------------- | --------------------------------- | ------------------------------------ |
| 7 septembre 1994  |                                   | Épaulard rigolard                    |
| 14 septembre 1994 |                                   | Sébastien ambassadeur                |
| 21 septembre 1994 |                                   | Tempête                              |
| 28 septembre 1994 |                                   | Oursounet                            |
| 5 octobre 1994    |                                   | Ganzi, Ganzi                         |
| 12 octobre 1994   |                                   | Une bouteille à la mer               |
| 19 octobre 1994   |                                   | Eel-ectric City                      |
| 26 octobre 1994   | Mixeur impossible                 | Truc machin chouette                 |
| 2 novembre 1994   |                                   | Mariage aquatique                    |
| 9 novembre 1994   |                                   | Manta le terrible                    |
| 16 novembre 1994  |                                   | Le bracelet maléfique                |
| 23 novembre 1994  |                                   | Sa majesté Carotte                   |
| 30 novembre 1994  |                                   | Le carnaval des marées               |
| 7 décembre 1994   |                                   | Le Trident Royal                     |
| 14 décembre 1994  |                                   | Sébastien démissionne                |
| 21 décembre 1994  |                                   | La calliope des mers                 |
| 28 décembre 1994  |                                   | Un drôle de sortilège                |
| 4 janvier 1995    |                                   | Un amour d'épaulard                  |
| 11 janvier 1995   |                                   | Miss catastrophe                     |
| 18 janvier 1995   |                                   | Rêve d'étoile                        |
| 25 janvier 1995   |                                   | Tonnerre de Zeus                     |
| 1er février 1995  |                                   | Le crabe géant                       |
| 8 février 1995    | Le Parfum de la dame en mauve     | Poisson métallique                   |
| 15 février 1995   |                                   | Eurêka                               |
| Date              | Tic et Tac, les rangers du risque | Super Baloo                          |
| 22 février 1995   |                                   | Le facteur grogne toujours deux fois |
| 1er mars 1995     |                                   | Rien que pour ta glace               |
| 8 mars 1995       |                                   | Le miroir aux pirates : 1re partie   |
| 15 mars 1995      |                                   | Le miroir aux pirates : 2e partie    |
| 22 mars 1995      |                                   | Vol au-dessus d'un nid de couronnes  |
| 29 mars 1995      |                                   | Pour une poignée de diamants         |
| 5 avril 1995      |                                   | La pieuvre par neuf                  |
| 12 avril 1995     | Abracada tac                      | Le cercle des prouesses disparues    |
| 19 avril 1995     | La cuisine au fromage             | La soupe aux truffes                 |
| 26 avril 1995     | Les rois de l'arène               | Un carburant ça pompe énormément     |
| 3 mai 1995        | Elas Tic et Tac                   | L'oignon fait la force               |
| 10 mai 1995       | Aventures en Taxidermie           | Zimouines                            |
| 17 mai 1995       | Si jaune et déjà ponnais          | Le jour le plus faux                 |
| 24 mai 1995       | Le Grand Vert                     | Parole de perroquet                  |
| 31 mai 1995       | Une grande paire d'amis           | Robot, boulot, dodo                  |
| 7 juin 1995       | Chantons sous la banquise         | Rebond 007                           |
| 14 juin 1995      |                                   | Un bas de laine contre une baleine   |
| 21 juin 1995      | Qui a peur du méchant fromage     | Le Zbeugz a encore frappé            |
| 28 juin 1995      | Les charlottes sont cuites        | Starlywood                           |
| 31 aout 1995      |                                   | Le fantôme de Rebecca                |

#### Programmation durant les vacances
| Date                      | Vacances | Les Gummi                                                       | La Bande à Picsou                   |
| ------------------------- | -------- | --------------------------------------------------------------- | ----------------------------------- |
| Jeudi 1er septembre 1994  | Été      |                                                                 |                                     |
| Vendredi 2 septembre 1994 | Été      | Les insectes ravageurs                                          | La Couronne perdue de Gengis Khan   |
| Lundi 26 juin 1995        | Été      | Un nouveau départ                                               | Un regard d'espion                  |
| Vendredi 30 juin 1995     | Été      | Le dragon, la flûte magique                                     | L'inécrasable Hindentamic           |
| Lundi 3 juillet 1995      | Été      |                                                                 |                                     |
| Mercredi 5 juillet 1995   | Été      |                                                                 |                                     |
| Vendredi 7 juillet 1995   | Été      |                                                                 |                                     |
| Lundi 10 juillet 1995     | Été      | Loupi le loup / La chasse au sanglier                           | Peur de son ombre                   |
| Mercredi 12 juillet 1995  | Été      |                                                                 | Docteur Jekyll et Mister Picsou     |
| Vendredi 14 juillet 1995  | Été      | Le secret de la « Gummiboise »                                  | Il était une fois un sou            |
| Lundi 17 juillet 1995     | Été      | Gentil Gruffi / Le duel des sorciers                            | Tout le monde sur le pont           |
| Mercredi 19 juillet 1995  | Été      | Coucou c'est moi / Le grand voyage de Toadie                    | Les Gentils Monstres                |
| Vendredi 21 juillet 1995  | Été      | Bulles, bulles, bulles / Un Gummi dans l'ailleurs               | Des histoires de canard             |
| Lundi 24 juillet 1995     | Été      | Pour que la lumière soit                                        | Une marque indélébile               |
| Mercredi 26 juillet 1995  | Été      | En route pour le pays des grands Gummi                          | Le Canard qui voulait être roi      |
| Vendredi 28 juillet 1995  | Été      |                                                                 |                                     |
| Lundi 31 juillet 1995     | Été      | Un piège pour les Trolls / Qui dort perd                        | La fortune engloutie                |
| Mercredi 2 aout 1995      | Été      | La vengeance                                                    | Le contrôleur du temps              |
| Vendredi 4 aout 1995      | Été      | Un magicien en herbe / Le pommier d'or                          | À tondu, tondu et demi              |
| Lundi 7 aout 1995         | Été      | L'elixir du docteur Dexter / Au dodo le géant                   | De l'or dans la balance             |
| Mercredi 9 aout 1995      | Été      | Sur la route d'Ursulla                                          | Un conte de la Saint-Valentin       |
| Vendredi 11 aout 1995     | Été      | Igthorn est amoureux / Gruffi architecte                        | L'Attaque                           |
| Lundi 14 aout 1995        | Été      | Mon royaume pour une tartelette                                 | Robotic                             |
| Mercredi 16 aout 1995     | Été      | Ogre pour un jour                                               | La Poule aux œufs d'or - 1re partie |
| Vendredi 18 aout 1995     | Été      | L'art de rajeunir                                               | La Poule aux œufs d'or - 2e partie  |
| Lundi 21 aout 1995        | Été      | Le vengeur écarlate frappe encore                               | L'argent ça va, ça vient            |
| Mercredi 23 aout 1995     | Été      | Frère Turumi / Le montreur de Tummi                             | Canard en gelée                     |
| Vendredi 25 aout 1995     | Été      |                                                                 |                                     |
| Lundi 28 aout 1995        | Été      |                                                                 |                                     |
| Jeudi 31 aout 1995        | Été      |                                                                 |                                     |
| Date                      | Vacances | Winnie l'ourson                                                 | La Petite Sirène                    |
| Mardi 27 juin 1995        | Été      | Jean-Christophe grandie                                         | Eurêka                              |
| Jeudi 29 juin 1995        | Été      | Un après-midi de chien                                          | L'île de la terreur                 |
| Mardi 4 juillet 1995      | Été      |                                                                 |                                     |
| Jeudi 6 juillet 1995      | Été      |                                                                 |                                     |
| Mardi 11 juillet 1995     | Été      | Lucie, ma pelle et Winnie le sage                               | Apollo                              |
| Jeudi 13 juillet 1995     | Été      | La tête dans les nuages                                         | Le piranha poilu                    |
| Mardi 18 juillet 1995     | Été      | Porcinet poète et Un joli filet de voix de Maître Hibou         | Un petit diable                     |
| Jeudi 20 juillet 1995     | Été      | Mon héros et Les plumes de Maître Hibou                         | Mes chers trésors                   |
| Mardi 25 juillet 1995     | Été      | Un énorme animal et Comme un poisson hors de l'eau              | Épaulard rigolard                   |
| Jeudi 27 juillet 1995     | Été      | Une pointure de tigre et Une peur noire                         | Sébastien ambassadeur               |
| Mardi 1er aout 1995       | Été      | Bourriquet est populaire et Un détective particulier            | Tempête                             |
| Jeudi 3 aout 1995         | Été      | L'emploi du temps de Coco Lapin et Tigrou est dans le bain      | Oursounet                           |
| Mardi 8 aout 1995         | Été      | Moi et mon ombre et La chasse à la coupe                        | Ganzi, Ganzi                        |
| Jeudi 10 aout 1995        | Été      | Des bulles à en perdre la boule et Coco Lapin prend ses marques | Une bouteille à la mer              |
| Mardi 15 aout 1995        | Été      |                                                                 |                                     |
| Jeudi 17 aout 1995        | Été      | Tout est bien qui finit bien                                    | Le bracelet maléfique               |
| Mardi 22 aout 1995        | Été      | La guerre des abeilles et Poisson d'avril                       | Mariage aquatique                   |
| Jeudi 24 aout 1995        | Été      |                                                                 | Manta le terrible                   |
| Mardi 29 aout 1995        | Été      |                                                                 | Truc machin chouette                |

### Courts-métrages classiques diffusés
- Le petit oiseau va sortir et Donald photographe (émission du mercredi 26 octobre 1994)[2]
- Un dessin animé avec Mickey (émission du dimanche 1er janvier 1995)
- Un dessin animé avec Donald et un autre avec Pluto (émission du Disney Club Mercredi du 4 janvier 1995)
- Un dessin animé avec Mickey et un autre avec Dingo (émission du dimanche 8 janvier 1995)
- Un dessin animé avec Donald et Once Upon a Wintertime (émission du Disney Club Mercredi du 11 janvier 1995)
- Un dessin animé Costume shoppe (émission du dimanche 15 janvier 1995)
- Un dessin animé avec Dingo et un autre avec Donald (émission du Disney Club Mercredi du 18 janvier 1995)
- Un dessin animé avec Donald et un autre avec Dingo (émission du dimanche 22 janvier 1995)
- Un dessin animé avec Pluto et un autre avec Mickey (émission du Disney Club Mercredi du 25 janvier 1995)
- Un dessin animé avec Donald et un autre avec Mickey (émission du Disney Club Mercredi du 1er février 1995)
- Un dessin animé avec Donald et un autre avec Dingo (émission du 5 février 1995)
- Bons Scouts et Dingo architecte (émission du Disney Club Mercredi du 8 février 1995)[7]
- Un dessin animé avec Dingo et un autre avec Mickey (émission du dimanche 12 février 1995)
- Un dessin animé avec Donald et un autre avec Dingo (émission du Disney Club Mercredi du 15 février 1995)
- Un dessin animé avec Dingo (émission du dimanche 19 février 1995)
- Un dessin animé avec Pluto et un autre avec Dingo (émission du dimanche 5 mars 1995)
- Un dessin animé avec Pluto et un autre avec Donald (émission du dimanche 12 mars 1995)
- Un dessin animé avec Dingo et L'ours attrape (émission du Disney Club Mercredi du 12 mars)
- La déesse du printemps et un dessin animé avec Donald (émission du Disney Club Mercredi du 22 mars 1995)
- Un dessin animé avec Tic et Tac et Susi (émission du dimanche 26 mars 1995)
- Un dessin animé avec Mickey et un autre avec Dingo (émission du Disney Club Mercredi du 29 mars 1995)
- Un dessin animé avec Mickey et un autre avec Pluto (émission du dimanche 2 avril 1995)
- Un dessin animé avec Donald et La sorcière et les enfants (émission du Disney Club Mercredi du 5 avril 1995)
- Pépé le grillon et Donald capitaine des pompiers (émission du dimanche 9 avril 1995)
- Un dessin animé avec Donald et Hello Aloha (émission du Disney Club Mercredi du 12 avril 1995)
- Un dessin animé avec Donald et Les Petits Lapins joyeux (émission du dimanche 16 avril 1995)
- Un dessin animé avec Dingo et un autre avec Donald (émission du Disney Club Mercredi du 19 avril 1995)
- Un dessin animé avec Pluto et Le Retour de Toby la tortue (émission du dimanche 23 avril 1995)
- Un dessin animé avec Donald et Le Cirque de Mickey (émission du Disney Club Mercredi du 26 avril 1995)
- Un dessin animé avec Donald et Petit Toot (émission du dimanche 30 avril 1995)
- Un dessin animé avec Mickey et un autre avec Donald (émission du Disney Club Mercredi du 3 mai 1995)
- Un dessin animé avec Mickey et un autre avec Donald (émission du dimanche 7 mai 1995)
- Un dessin animé avec Tic et Tac et un autre avec Donald (émission du Disney Club Mercredi du 10 mai 1995)
- Un dessin animé avec Donald et un autre avec Pluto (émission du 14 mai 1995)
- Un dessin animé avec Donald et un autre avec Dingo (émission du Disney Club Mercredi du 17 mai 1995)
- Le week-end de Papa et Toujours plus de chats (émission du 21 mai 1995)
- Donald et Dingo marins et un autre avec Pluto (émission du Disney Club Mercredi du 24 mai 1995)
- Un dessin animé avec Dingo et un autre avec Mickey (émission du 28 mai 1995)
- Dingo joue au football et Pluto au pays des tulipes (émission du Disney Club Mercredi du 31 mai 1995)[10]
- Un dessin animé avec Pluto et un autre avec Dingo (émission du 4 juin 1995)
- Un dessin animé avec Donald et un autre avec Mickey (émission du Disney Club Mercredi du 7 juin 1995)
- Les oiseaux de printemps et un autre avec Dingo (émission du 11 juin 1995)
- Un dessin animé avec Dingo et un autre avec Pluto (émission du Disney Club Mercredi du 14 juin 1995)
- Donald joue au golf et Pluto et la Cigogne (émission du 18 juin 1995)
- Deux dessins animés avec Dingo (émission du Disney Club Mercredi du 21 juin 1995)
- Pluto et le rat des champs et Dingo joue au tennis (émission du 25 juin 1995)
- Un dessin animé avec Dingo et Une petite maison heureuse (émission du Disney Club Mercredi du 28 juin 1995)
- Donald fait du camping et Pluto et le Raton laveur (émission du dimanche 9 juillet 1995)
- Gai gai gai baignons-nous et L'Éléphant de Mickey (émission du 16 juillet 1995)
- Donald pêcheur et Comment être un bon nageur (émission du dimanche 23 juillet 1995)
- Pique-nique sur la plage et Dingo en vacances (émission du dimanche 30 juillet 1995)
- Donald à la plage et La Remorque de Mickey (émission du dimanche 6 aout 1995)
- Mickey à la plage et un dessin animé avec Donald (émission du dimanche 13 aout 1995)
- Le mouton devient loup et Le Procès de Donald (émission du dimanche 20 aout 1995)
- Le Petit Frère de Pluto et un autre avec Donald (émission du dimanche 27 aout 1995)
- Un dessin animé avec Donald et un autre avec Dingo (émission du Disney Club Eté du mercredi 30 aout 1995)

## Histoires dérivées des séries diffusées
Publications pour Bonkers :
- De bouche à oreille (histoire F JM 94232 publiée le 14 septembre 1994)[19]
- La reconstitution (histoire F JM 94235 publiée le 28 septembre 1994)[20]
- Vidéo et des Bas (histoire F JM 94242 publiée le 7 décembre 1994)[24]
- Le Bal Perdu (histoire F JM 95206 publiée le 22 février 1995)[35]
- Du vide contre du vent (histoire F JM 95215 publiée le 10 mai 1995)[36]

Publications pour La Bande à Dingo :
- Yapulatélé (histoire F JM 94238 publiée le 16 novembre 1994)[30]
- C'est pas d'jeu ! (histoire F JM 95209 publiée le 8 mars 1995)[8]

Publications pour Aladdin :
- Le royaume de la magie (histoire KJZ 184 publiée le 2 mai 1995)[37]